# Odyssey/Scala
Odyssey/Scala è il primo album dal vivo del gruppo musicale britannico Tesseract, pubblicato il 18 maggio 2015 dalla Century Media Records.

## Descrizione
Prima pubblicazione del gruppo insieme al cantante Daniel Tompkins, ritornato in formazione nel giugno 2014, contiene un CD (Odyssey) registrato durante alcune date della tappa europea dell'Altered State World Tour dei Tesseract e un DVD (Scala) contenente l'intera esibizione del gruppo avvenuta il 6 novembre 2014 al Scala di Londra.

## Tracce
CD – Odyssey - Live Throughout Europe
1. Singularity (Moscow, Russia) – 6:24
2. Deception - Concealing Fate Part Two (Birmingham, UK) – 5:55
3. The Impossible - Concealing Fate Part Three (Nottingham, UK) – 5:04
4. Perfection/Epiphany - Concealing Fate Parts Four/Five (Rome, Italy) – 4:26
5. Origin - Concealing Fate Part Six (Strasbourg, France) – 4:48
6. Of Matter - Proxy (Euroblas Festival, Köln, Germany) – 5:58
7. Of Matter - Retrospect (Nijmegen, Netherlands) – 5:53
8. Of Matter - Resist (Budapest, Hungary) – 3:47
9. April (Damagefest, Paris, France) – 5:44
10. Nocturne (Manchester, UK) – 5:11
11. Acceptance - Concealing Fate Part One (Moscow, Russia) – 10:41

DVD – Scala - Live in London
1. Singularity
2. Deception - Concealing Fate Part Two
3. The Impossible - Concealing Fate Part Three
4. Perfection/Epiphany - Concealing Fate Parts Four/Five
5. Origin - Concealing Fate Part Six
6. Of Matter - Proxy
7. Of Matter - Retrospect
8. Of Matter - Resist
9. April
10. Nocturne
11. Acceptance - Concealing Fate Part One

## Formazione
- Daniel Tompkins – voce
- Acle Kahney – chitarra
- James Monteith – chitarra
- Amos Williams – basso, cori
- Jay Postones – batteria, percussioni